# United States v. Holmes
Der Strafrechtsfall United States v. Holmes behandelte die Ereignisse um die Rettung der Passagiere des US-amerikanischen Schiffes William Brown, das am 19. April 1841 mit 31 Passagieren an Bord sank. 16 davon konnten sich in ein überfülltes Rettungsboot retten.

## Sinken und Rettung
Unter dem Kommando von Kapitän George Harris legte die William Brown am 18. März 1841 in Liverpool nach Philadelphia ab. Das Schiff hatte eine Besatzung von 17 Seeleuten und 65 Passagiere. Die meisten der Passagiere waren wirtschaftlich schwache Emigranten aus Schottland und Irland. Um 10 Uhr abends am 19. April kollidierte die William Brown 250 km südöstlich vom kanadischen Kap Race, Colony of Newfoundland, mit einem Eisberg und sank. Der Kapitän, acht Seeleute und ein Passagier schafften es ins Galivat. Diese wurden sechs Tage später durch ein französisches Schiff, die Crescent, gerettet. Neun Besatzungsmitglieder und 32 Passagiere erreichten das Beiboot. Eine Person war schon während der Fahrt gestorben und der Rest, die meisten davon Kinder, gingen mit dem Schiff unter.
Bevor sich beide Boote trennten, gab Captain Harris seinem ersten Maat Francis Rhodes das Kommando über das lecke und überfüllte Beiboot. Gegen 10 Uhr abends, 24 Stunden nach dem Sinken der William Brown, begann es zu stürmen und stark zu regnen. Die Reling des Beibootes wurde überspült. Der erste Maat schrie: „This … won’t do. Help me, God. Men, go to work.“ („Das … funktioniert nicht. Hilf mir, Gott. Männer, macht etwas.“). Als keines der Besatzungsmitglieder etwas tat, sagte er: „Men, you must go to work, or we shall all perish“ („Männer, ihr müsst etwas machen, oder wir werden alle untergehen!“) Dann begann die Besatzung, unter ihnen Alexander Holmes, zwölf Männer, darunter ein Frank Askin, über Bord zu werfen. Zwei Frauen, die ihre Männer nicht im Stich lassen wollten, gingen freiwillig ins eiskalte Wasser, wo sie keine Überlebenschancen hatten. Am nächsten Morgen entdeckte man zwei Männer, die sich versteckt hatten, und warf sie ebenfalls ins Meer. Bis auf zwei verheiratete Männer und einen Jungen wurden alle Männer der Passagiere geopfert, während alle Besatzungsmitglieder an Bord blieben. Am gleichen Tag wurden das Boot von der Crescent entdeckt, die Menschen gerettet und nach Le Havre gebracht.

## Prozess
Die überlebenden Passagiere erhoben in Philadelphia Klage gegen die Besatzung. Von den Besatzungsmitgliedern wurde nur Holmes ausfindig gemacht. Er wurde wegen des Mordes an Frank Askin angeklagt. Eine Grand Jury vor dem obersten Richter Justice Henry Baldwin weigerte sich, ihn wegen Mordes (Murder) anzuklagen, sondern ließ nur die Anklage wegen Totschlags (Manslaughter) zu. Im Prozess United States v. Holmes wurde Holmes für schuldig befunden und zu sechs Monaten Haft und 20 US-Dollar Strafe verurteilt. Kein anderes Besatzungsmitglied wurde jemals angeklagt.

## Filme
Der Spielfilm Schiffbruch der Seelen (OT: Souls at Sea) aus dem Jahre 1937 mit Gary Cooper, George Raft und Henry Wilcoxon basiert lose auf dem Fall.
Auch der Spielfilm Seven Waves Away aus dem Jahre 1957 (später in Abandon Ship! in den  USA umbenannt), basiert lose auf dem Fall. Tyrone Power spielte hier Alec Holmes. Im Jahre 1975 wurde eine Version für das Fernsehen gedreht.: The Last Survivors mit Martin Sheen in der Hauptrolle.
Im deutschen Fernsehfilm Terror – Ihr Urteil aus dem Jahr 2016 wurde der Fall erwähnt.